# マリオ・アディノルフォ・ルケージ・パッリ

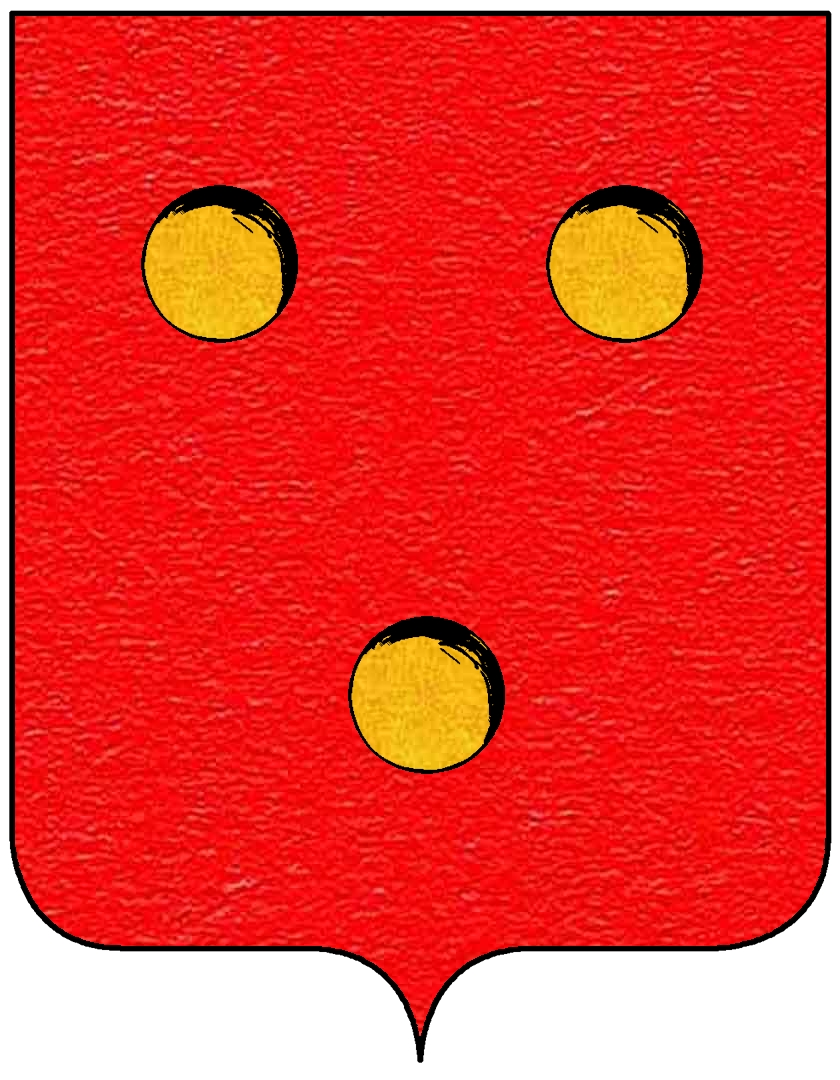
ルケージ・パッリ家の紋章

マリオ・アディノルフォ・レオポルド・アントニオ・エットーレ・ルケージ・パッリ（Mario Adinolfo Leopoldo Antonio Ettore Lucchesi Palli, 1840年3月10日 - 1911年2月4日）は、イタリアの貴族・外交官。第5代グラツィア公爵、第10代カンポフランコ公。1894年に発足した国際オリンピック委員会（IOC）の創設メンバーに名を連ねた。

## 生涯
南イタリア・両シチリア王国の貴族、第4代グラツィア公爵エットーレ・ルケージ・パッリとベリー公爵夫人マリー・カロリーヌの間の長男として生まれた。母は両シチリア王フランチェスコ1世の娘、ベリー公爵シャルル・フェルディナンの未亡人であり、母の前夫との間の子、シャンボール伯アンリとパルマ公爵夫人ルイーズは異父兄姉にあたる。一族の伝統に則り、1861年に成立したイタリア王国政府外務省に入省。両親の唯一の息子としてオーストリア・シュタイアーマルク州の2つの城、ブルンゼー城とヴァインブルク城を相続し、これらの居城を本拠に、国際的な著名人として活動した。ブルボン家との縁戚関係が、彼の立場をより重要なものにしていた。
1894年のIOC発足当時は在パリ・イタリア大使館勤務の副領事を務めていた。発起人のピエール・ド・クーベルタンは創設メンバーの構成として半分は高貴な家柄の出身者、残り半分はスポーツ専門家で占めたいと構想しており、ルケージ・パッリのような多言話者の公爵はまさしく前者のメンバーとしてうってつけであった。創設会議に招待されていたイタリア国民体操連盟（Federazione Ginnastica Nazionale）の代表者は交通費用が出せず会議に出席できなかったため、ルケージ・パッリが一人でイタリアの国益を代表する存在となった。彼はIOCの活動をしつつ、より委員会の活動内容に適したイタリア代表となる人物を探しはじめた。IOCイタリア代表委員となってわずか3か月後、ルケージ・パッリはアンドリア公リッカルド・カラファを後任の委員に選び、自らは委員を退いた。
また、マルタ騎士団の騎士にも叙任されている。

## 子女
1860年10月7日ブルンゼー城において、ルクレツィア・ルッフォ（1841年 - 1931年）と結婚した。妻との間に7人の子をもうけた。
- エンリコ（1861年 - 1924年） - グラツィア公爵、1892年マリア・フォン・ヴァイデック女伯[4]と結婚
- マリーア・レナータ（1862年 - 1943年） - 1901年エドワード・オンズロウ・ムーアと結婚
- ビアンカ（1865年 - 1943年） - 1889年ザルム＝ライファーシャイト＝クラウトハイム・ウント・ディーク伯ゲオルク[5]と結婚
- カルロ（1868年 - 1951年） - グラツィア公爵、1893年伯爵令嬢ジドニー・フォン・フュンフキルヒェンと結婚、1907年ザルム＝ザルム侯女ヘンリエッテ[6]と再婚
- ピエトロ（1870年 - 1939年） - 1906年ブルボン＝パルマ公女ベアトリーチェ[7]と結婚
- カロリーネ（1872年 - 1905年） - 1899年ルドルフ・ヨーゼフ・フォン・エンツェンベルク伯爵と結婚
- ガブリエッラ（1875年 - 1937年） - 1899年ジローラモ・ブランドリーニ・ダッダ伯爵と結婚

## 引用・脚注
1. ↑  http://www.schloss-brunnsee.at/geschichte
2. ↑  Arnd Krüger: Nothing Succeeds like Success. The Context of the 1894 Athletic Congress and the Foundation of the IOC, in: Stadion 29 (2003), 47–64.
3. ↑   http://library.la84.org/SportsLibrary/JOH/JOHv17n1/JOHv17n1k.pdf
4. ↑  オーストリア大公ハインリヒ（ドイツ語版）とオペラ歌手レオポルディーネ・ホフマンの貴賤結婚の出生子。
5. ↑  ザルム＝ライファーシャイト＝クラウトハイム・ウント・ディーク侯アルフレート（ドイツ語版）の弟。
6. ↑  ザルム＝ザルム侯アルフレート（ドイツ語版）の次女。
7. ↑  異父姉ルイーズの息子パルマ公ロベルト1世と最初の妻マリーア・ピアの間の六女。従って従兄妹同士の婚姻。ベアトリーチェの同母姉はブルガリア公妃マリーア・ルイーザ、異母妹はオーストリア皇后ツィタ。